# 中井田村
中井田村（なかいだむら）は、大分県大野郡にあった村。現在の豊後大野市の一部にあたる。

## 地理
大野川支流・茜川の流域に位置していた。

## 歴史
- 1889年（明治22年）4月1日、町村制の施行により、大野郡杉園村、十時村、後田村、代三五村が合併して村制施行し、中井田村が発足[1][2]。旧村名を継承した杉園、十時、後田、代三五の4大字を編成[2]。
- 1907年（明治40年）6月1日、大野郡大野村、田中村、土師村、養老村と合併し、東大野村を新設して廃止された[1][2]。

## 産業
- 農業[2]